# فرانک برت (بازیکن فوتبال)
فرانک برت (انگلیسی: Frank Brett؛ ۱۰ مارس ۱۸۹۹ – ۲۱ ژوئیهٔ ۱۹۸۸) بازیکن فوتبال اهل بریتانیا بود.
از باشگاه‌هایی که در آن بازی کرده‌است می‌توان به باشگاه فوتبال منچستر یونایتد و باشگاه فوتبال استون ویلا اشاره کرد.